# Xande Valois
Alexandre Valois Cordeiro Filho (Rio de Janeiro, 6 de setembro de 2004), mais conhecido como Xande Valois, é um ator brasileiro.

## Carreira
Iniciou sua carreira em 2012, em Malhação: Intensa como a Vida, a vigésima temporada da série de televisão brasileira Malhação, no papel de Tico, filho mais novo de Mário (Eduardo Galvão) e Bárbara (Maria Paula), cujo maior sonho era morar com o meio-irmão Dinho (Guilherme Prates).
No ano de 2013, fez o papel do órfão Tavinho/Giuseppe em Joia Rara, que foi adotado de maneira discreta e misteriosa por Laura (Cláudia Ohana) e Valter (Leopoldo Pacheco) para suprir a perda do filho, Eurico (Sacha Bali), tendo que lidar com a rejeição do pai adotivo e o desprezo de Décio (Miguel Rômulo), seu irmão mais velho. Era o filho desaparecido de Toni (Thiago Lacerda) e Gaia (Ana Cecília Costa).
Em 2014 fez Caíque (Sergio Guizé) quando criança na novela Alto Astral. No ano seguinte, participou de Babilônia, como Joaquim, filho de Luís Fernando (Gabriel Braga Nunes) e Karen (Maria Clara Gueiros).
Em 2016 interpreta Claudinho, o filho de Araújo (Flávio Tolezani) em Êta Mundo Bom!, que sofre maus-tratos da madastra Ilde (Guilhermina Guinle). No ano seguinte, interpreta o protagonista Zeca (Marco Pigossi), na primeira fase da novela A Força do Querer. No mesmo ano, interpreta Lucas na série Os Dias Eram Assim.
Em 2019 se destacou como o adolescente Carlos Abílio de Lemos na primeira fase do remake de Éramos Seis. Em 2023 ganha projeção no cinema nacional ao interpretar Cebola, em Turma da Mônica Jovem: Reflexos do Medo. No ano seguinte vive Leo, co-protagonista do filme Fazendo meu Filme, adaptação do livro de Paula Pimenta.

## Filmografia

### Televisão
| Ano  | Título                        | Personagem                               | Notas                                   | Ref.   |
| ---- | ----------------------------- | ---------------------------------------- | --------------------------------------- | ------ |
| 2012 | Malhação: Intensa como a Vida | Henrique Rios Costa (Tico)               |                                         |        |
| 2013 | Joia Rara                     | Otávio Passos (Tavinho) / Giuseppe Baldo |                                         |        |
| 2014 | Alto Astral                   | Caíque (criança)                         | Episódio: "3 de novembro"               |        |
| 2015 | Babilônia                     | Joaquim Fonseca Vidal                    |                                         | [ 5 ]  |
| 2016 | Êta Mundo Bom!                | Cláudio Araújo (Claudinho)               |                                         | [ 4 ]  |
| 2017 | Dancinha dos Famosos          | Vencedor                                 | Temporada 5                             | [ 6 ]  |
| 2017 | A Força do Querer             | Zeca (criança)                           | Episódio: "3 de abril"                  | [ 7 ]  |
| 2017 | Os Dias Eram Assim            | Lucas Sampaio Dumonte                    |                                         | [ 8 ]  |
| 2017 | Filhos da Pátria              | Duque de Camboinhas                      | Episódio: "Juízo Final"                 |        |
| 2018 | Se Eu Fechar os Olhos Agora   | Eduardo Massarini Gusmão                 |                                         | [ 9 ]  |
| 2018 | Super Chefinhos               | Finalista                                | Temporada 4                             | [ 10 ] |
| 2018 | Sob Pressão                   | Éder Gonçalves                           | Episódio: "18 de dezembro"              |        |
| 2019 | Éramos Seis                   | Carlos (adolescente)                     | Episódios: "1 de outubro–4 de novembro" | [ 11 ] |
| 2023 | Os Outros                     | Maurício                                 |                                         |        |

### Cinema
| Ano  | Título                                  | Personagem                    | Ref.   |
| ---- | --------------------------------------- | ----------------------------- | ------ |
| 2016 | Através da Sombra                       | Antonio                       |        |
| 2017 | Um Tio Quase Perfeito                   | Lobisomem                     |        |
| 2022 | Eu Acredito em Contos de Fadas          | Josh                          |        |
| 2024 | Turma da Mônica Jovem: Reflexos do Medo | Cebola                        |        |
| 2024 | Fazendo Meu Filme                       | Leonardo "Leo" Morel Santiago |        |
| 2025 | Mamãe Saiu de Férias †                  | João                          | [ 12 ] |

| † | Indica um filme que ainda não foi lançado |

### Vídeos musicais
| Ano  | Música          | Artista      | Ref.   |
| ---- | --------------- | ------------ | ------ |
| 2024 | Viciada em Você | Ágatha Félix | [ 13 ] |

## Teatro
| Ano  | Título                      | Personagem     | Ref.   |
| ---- | --------------------------- | -------------- | ------ |
| 2015 | Ou Tudo ou Nada – O Musical | Natan          |        |
| 2017 | Vamp, o Musical             | Matosinho      | [ 14 ] |
| 2022 | O Menino do Olho Azul       | Jorge Fernando | [ 15 ] |

## Prêmios e indicações
| Ano  | Premiação                    | Categoria                              | Indicação             | Resultado | Ref.   |
| ---- | ---------------------------- | -------------------------------------- | --------------------- | --------- | ------ |
| 2022 | Prêmio Destaques Musical.Rio | Melhor Ator em Musical Infanto-Juvenil | O Menino do Olho Azul | Indicado  | [ 16 ] |